# 69-я армия
69-я армия (69 А) — общевойсковое оперативное формирование (объединение, армия) РККА, в составе ВС Союза ССР, в годы Великой Отечественной войны и после неё.

## Боевой путь армии

### Формирование
69-я армия начала формироваться в феврале 1943 года в составе Воронежского фронта на базе 18-го отдельного стрелкового корпуса. Ей предназначались 161-я, 180-я, 270-я стрелковые дивизии, 1-я истребительная дивизия, 37-я стрелковая и 173-я танковая бригады, артиллерийские и другие части.
Состав на:

#### 01.03.1943
- управление;
- 161-я, 180-я, 270-я, 305-я стрелковые дивизии;
- 37-я стрелковая бригада;
- 173-я танковая бригада;
- 262-й отдельный танковый полк;
- 1-я истребительная дивизия (1-я, 2-я, 6-я, 10-я истребительные бригады);
- 1112-й пушечный артиллерийский полк;
- 496-й миномётный полк;
- 256-й артминомётный полк 69 А;
- 16-я гвардейская миномётная бригада реактивной артиллерии (4-й гвардейской миномётной дивизии реактивной артиллерии);
- 1288-й и 1289-й зенитные артиллерийские полки;
- формирования армейского управления;
- 48-й стрелковый корпус (03.07.1943 — 20.08.1943)[1].

### Харьковская наступательная операция
Не закончив сформирования, объединение приняло участие в Харьковской наступательной операции (2 февраля — 3 марта 1943 года), в ходе которой разгромила противостоящие соединения противника юго-западнее города Новый Оскол и во взаимодействии с 38-й армией освободила город Волчанск (9 февраля). Развивая наступление, её войска форсировали Северский Донец, во взаимодействии с 3-й танковой и 40-й армиями освободили Харьков (16 февраля) и в начале марта вышли в район юго-восточнее Опошни, юго-западнее Валки, Шаровка.
В ходе Харьковской стратегической оборонительной операции (4-25 марта 1943 г.) соединения и части армии во взаимодействии с другими армиями фронта в течение трёх суток отражали контрнаступление немецких войск. В последующем под ударами превосходящих сил противника вынуждены были отойти на левый берег реки Северский Донец на рубеж Шишино — Безлюдовка, где остановили его дальнейшее продвижение.
20 марта 1943 года армия была выведена в резерв Воронежского фронта.
В начале Курской стратегической оборонительной операции (5-23 июля 1943) армия находилась во втором эшелоне Воронежского фронта, занимая рубеж в глубине обороны за 6-й гвардейской и 7-й гвардейской армиями. В последующем участвовала в отражении наступления ударной группировки немецких войск юго-восточнее Прохоровки.
С 18 июля вела боевые действия в составе Степного фронта.
В ходе Белгородско-Харьковской стратегической операции (3 — 23 августа) войска армии во взаимодействии с другими армиями Степного фронта освободили Белгород (5 августа), Харьков (23 августа).
16 августа 1943 года при освобождении Харькова немецкой оккупации командующий Степным фронтом И. С. Конев поставил задачу Пятой гвардейской танковой армии, находившейся в тот момент в Дергачёвском районе, окружить немецкую Харьковскую группировку большим кольцом с юго-запада: ударом через Гавриловку-Коротич-Рай-Еленовку на Покотиловку соединиться с наступавшей с востока с ХТЗ через Хролы-Безлюдовку-Хорошево 57-й армией в районе Высокий-Карачёвка-Бабаи, замкнув кольцо. (Задача окружения не была выполнена.) Одновременно 69-я армия, должная сосредоточить плотность артогня «не менее 150 орудий на 1 км фронта», с севера из района Малая Даниловка-Чайковка-Лозовенька должна была наносить удар на хутор Савченко-Залютин Яр-Гуки-Липовую Рощу с целью перерезать с запада обе железные и обе шоссейные дороги (Харьков-Сумы и Харьков-Полтава), соединявшие Харьковскую группировку немцев с основными силами, и, возможно, соединиться в Ледном с наступавшей с северо-востока из района Кутузовки через Кулиничи-Основу-Жихарь 7-й гвардейской армией (малое кольцо).
В ходе битвы за Днепр (25 августа — 23 декабря 1943 г.) соединения армии менее чем за месяц продвинулись на глубину почти 200 км, вышли в район восточнее города Кременчуг.
С 30 сентября 1943 года — в резерве Ставки ВГК.

### Участие в операциях 1944 года
С 4 апреля 1944 года формирование было включено в состав 2-го Белорусского фронта, с 5 апреля — Белорусского (с 16 апреля — 1-й Белорусский фронт), в составе которого вела оборонительные бои на рубеже Турычаны — Ягодно — Станиславувка и далее по реке Турья.
В ходе Люблин-Брестской операции (18 июля — 2 августа 1944 г.) армия наступала на холмском направлении. Её войска во взаимодействии с 7-м гвардейским кавалерийским корпусом освободили г. Холм (22 июля), в конце июля вышли к Висле и захватили Пулавский плацдарм.
Состав 69 А на 25.12.1944:
- 25-й стрелковый корпус (77 гвардейская,4 стрелковые дивизии),
- 61-й стрелковый корпус (41, 134, 247, 274 стрелковые дивизии),
- 91-й стрелковый корпус (117, 312, 370 стрелковые дивизии),
- 115-й укрепрайон,
- 5-я и 12-я артиллерийские дивизии прорыва,
- 4-я гвардейская истребительно-противотанковая артиллерийская бригада,
- 8-я истребительно-противотанковая бригада,
- 22-й истребительно-противотанковый артиллерийский полк,
- 1091-й корпусной пушечный артиллерийский полк и 62-я пушечная артиллерийская бригада,
- 256-й миномётный полк, 2-я гвардейская миномётная бригада, 37-й и 303-й гвардейские миномётные полки,
- 18-я зенитная артиллерийская дивизия и 594-й зенитный артиллерийский полк,
- 11-й танковый корпус,
- 68-я отдельная танковая бригада, 33 отдельный гвардейский танковый полк, 12 самоходная артиллерийская бригада,
- 1205-й, 1206-й, 1221-й самоходные артиллерийские полки,
- 85 омпмб, 21, 25 и 220 всо (7 фуос), 40 обхз.

### Участие в операциях 1945 года
В Варшавско-Познанской операции (14 января — 3 февраля 1945 г.) войска армии, во взаимодействии с другими соединениями освободили Радом, Томашов, Лодзь, Познань (91-й стрелковый корпус), Мезеритц (Мендзыжеч) и другие города. В ходе боевых действий по удержанию и расширению плацдарма в районе Кюстрина в феврале на франкфуртском направлении вышли к Одеру, 12 февраля форсировали его и овладели городом Лебус.
14 января 1945 года батальон гвардии майора М. Н. Емельянова 77-й гвардейской стрелковой дивизии совершил подвиг, за который весь рядовой и сержантский состав был награждён орденами Славы и военный совет 69-й армии присвоил батальону Емельянова почётное наименование «Батальон Славы».
В Берлинской стратегической операции (16 апреля — 8 мая 1945 г.) армия наступала с Кюстринского плацдарма; обеспечивая действия ударной группировки фронта с юга, участвовала в ликвидации группировки противника, окружённой юго-восточнее Берлина. К концу операции вышла к Эльбе в районе Магдебурга.
За мужество и героизм в Великой Отечественной войне 122-м воинам армии присвоено звание Героя Советского Союза.
Состав армии на 1 мая 1945 года. Армия с составе 1-го Белорусского фронта.
Стрелковые войска:

- 25-й стрелковый корпус:
  - 77-я гвардейская стрелковая дивизия
  - 4-я стрелковая дивизия
  - 41-я стрелковая дивизия
- 61-й стрелковый корпус:
  - 134-я стрелковая дивизия
  - 247-я стрелковая дивизия
  - 274-я стрелковая дивизия
- 91-й стрелковый корпус:
  - 117-я стрелковая дивизия
  - 312-я стрелковая дивизия
  - 370-я стрелковая дивизия

Части артиллерии:
- 12-я артиллерийская дивизия прорыва
  - 46-я легкая артиллерийская бригада
  - 41-я пушечная артиллерийская бригада
  - 32-я гаубичная артиллерийская бригада
  - 11-я минометная бригада
- 62-я пушечная артиллерийская бригада
- 810-й отдельный разведывательный артиллерийский дивизион
- 22-й исиребительно-противотанковый артиллерийский полк
- 256-й миномётный полк
- 293-й миномётный полк
- 75-й гвардейский минометный полк реактивной артиллерии
- 303-й гвардейский минометный полк реактивной артиллерии
- 18-я зенитная артиллерийская дивизия
  - 160-й зенитный артиллерийский полк
  - 166-й зенитный артиллерийский полк
  - 270-й зенитный артиллерийский полк
  - 297-й зенитный артиллерийский полк

Бронетанковые и механизированные войска:
- 68-я танковая бригада
- 12-я самоходная артиллерийская бригада
- 33-й гвардейский тяжелый танковый полк
- 1205-й самоходный артиллерийский полк
- 1206-й самоходный артиллерийский полк
- 1221-й самоходный артиллерийский полк

Инженерные войска:
- 37-я инженерно-сапёрная бригада
- 11-й моторизованный понтонно-мостовой полк

Войска связи:
- 156-й отдельный Бранденбургский[9]Краснознаменный[10] ордена Александра Невского[11] полк связи[12]

### После войны
После окончания боевых действий армия находилась в составе Группы советских войск оккупационных в Германии (управление в г. Магдебург), затем её полевое управление было передислоцировано в город Баку, где в августе 1945 года обращено на формирование управления Бакинского военного округа.

## Командный и начальствующий состав

### Командующие
| N | Командующий армией | Период                        | Воинское звание                             | Примечание |
| - | ------------------ | ----------------------------- | ------------------------------------------- | ---------- |
| 1 | Казаков М. И.      | 2 февраля — 22 марта 1943     | Генерал-лейтенант                           |            |
| 2 | Крюченкин В. Д.    | 22 марта 1943 — 3 апреля 1944 | Генерал-майор, с 28.06.43 Генерал-лейтенант |            |
| 3 | Колпакчи В. Я.     | 4 апреля 1944 — 9 июля 1945   | Генерал-лейтенант                           |            |

### Заместители командующего
- Варфоломеев, Иван Иванович (после 25.01.1945 году — до конца войны), генерал-лейтенант.

### Член Военного совета
- Щелаковский А. В. (с 4 февраля 1943 года — до конца войны) — генерал-майор.

### Начальники штаба
| N | Начальник штаба    | Период                       | Воинское звание   | Примечание |
| - | ------------------ | ---------------------------- | ----------------- | ---------- |
| 1 | Рогозный З. З.     | 1 февраля — 27 февраля 1943  | Генерал-майор     |            |
| 2 | Протас С. М.       | 27 февраля — 26 июля 1943    | Полковник         |            |
| 3 | Бенский В. С.      | 26 июля — 25 октября 1943    | Генерал-лейтенант |            |
| 4 | Ильиных П. Ф.      | 25 октября 1943 — 5 мая 1944 | Генерал-майор     |            |
| 5 | Владимирский А. В. | 5 мая 1944 — до конца войны  | Генерал-майор     |            |